# ماليتوا تانونافيلي الثاني
ماليوتا تانومفالي الثاني (بالإنجليزية: Malietoa Tanumafili II Susuga) (4 يناير 1913 - 11 مايو 2007) هو الحاكم الملكي الأخير والأطول حكماً لساموا حيث تولى الحكم بعد وفاة أبيه ماليوتا تانومفالي الأول [الإنجليزية] سنة 1939 إلى وفاته بعد 68 عامًا في 2007 في الرابعة والتسعون من عمره. خلال حكمه غيّر لقب الحاكم من ماليوتا إلى أو لي آو أو لي مالو (وكان يشترك معه توبوا تاناسيسي ميأولي الذي توفي في 1963 وهو والد توفوغا إيفي). لم يُنجب ماليوتا أي أبناء وكان يدين البهائية.

## روابط خارجية
- ماليتوا تانومافيلي الثاني على موقع مونزينجر (الألمانية)